# Алі Кемаль
Алі Кемаль був османським політиком, публіцистом і поетом. Відомий ліберал, він кілька місяців у 1919 році був міністром внутрішніх справ. Його лінчували націоналісти під час війни за незалежність Туреччини.
Перша дружина Алі Кемаля була англійкою; він є прадідом британського політика Бориса Джонсона.

## Біографія
Алі Кемаль народився в 1867 році в Стамбулі. Мати — черкеска за походженням.
Кемаль став журналістом і багато подорожував за кордоном, через свої ліберальні погляди він деякий час жив у вигнанні під час правління султана Абдул-Гаміда II. У Швейцарії він познайомився з англо-швейцаркою Вініфред Брун, з якою одружився в Лондоні в 1903 році.
Після молодотурецької революції 1908 року Алі Кемаль повернувся до Стамбула і став однією з відомих фігур суспільно-політичного життя, критикуючи з ліберальних позицій політику Комітету єдності та прогресу. Був редактором ліберальної газети «Ікдам» і одним із лідерів Партії свободи і згоди. Він був у центрі конфлікту, який призвів до невдалої спроби контрперевороту 31 березня (13 квітня) 1909 року та усунення султана Абдул Гаміда II, і був змушений знову покинути країну.
Алі Кемаль провів наступні роки в Англії з родиною своєї дружини, яка на той час померла. У 1912 році він повернувся до Стамбула. У травні 1919 року він став міністром внутрішніх справ в уряді Дамада Феріда-паші та був серед османських представників на Паризькій мирній конференції, але влітку залишив посаду.
Один із найактивніших критиків младотурків, кемалістів і геноциду вірмен, Алі Кемаль був одним із найбільш ненависних серед націоналістичних османських громадських діячів на початку війни за незалежність. 4 листопада 1922 року він був викрадений на вулиці столиці націоналістами, які хотіли вивезти його до підконтрольної їм Анкари, щоб судити за зраду. 6 листопада в Ізміті натовп, організований генералом Нуреддіном Ібрагімом-пашою, лінчував Алі Кемаля.